# 82232 Heuberger
82232 Heuberger este un asteroid din centura principală de asteroizi.

## Descriere
82232 Heuberger este un asteroid din centura principală de asteroizi. A fost descoperit pe 11 mai 2001 la Winterthour de Markus Griesser. Asteroidul prezintă o orbită caracterizată de o semiaxă mare de 2,31 ua, o excentricitate de 0,13 și o înclinație de 4,8° în raport cu ecliptica.